# Pityrogramma pearcei
Pityrogramma pearcei är en kantbräkenväxtart som först beskrevs av Thomas Moore, och fick sitt nu gällande namn av Karel Domin. Pityrogramma pearcei ingår i släktet Pityrogramma och familjen Pteridaceae. Inga underarter finns listade.